# Mihhail Rõtšagov
Mihhail Rõtšagov (ur. 12 listopada 1967 w Tallinnie) – estoński szachista i trener szachowy (FIDE Senior Trainer od 2011), arcymistrz od 1997 roku.

## Kariera szachowa
Od końca lat 80. należy do ścisłej czołówki estońskich szachistów. W 1989 r. zdobył pierwszy medal indywidualnych mistrzostw kraju (brązowy), kolejne w latach: 1992 (brązowy), 1994, 1995 i 1997 (srebrne) oraz 2000 (złoty). Pomiędzy 1992 a 2002 rokiem sześciokrotnie wystąpił na szachowych olimpiadach oraz dwukrotnie (1992, 1997) – w drużynowych mistrzostwach Europy. W 2000 osiągnął największy sukces na arenie międzynarodowej, zdobywając awans do rozegranych systemem pucharowym w New Delhi mistrzostw świata (w turnieju tym wyeliminowany został w I rundzie przez Etienne Bacrota).
Wielokrotnie startował w turniejach międzynarodowych, sukcesy odnosząc m.in. w:
- Kuopio (1995, dz. I m. z Aleksandrem Sznajderem i Wiktorem Kuporosowem),
- Soest (1996, dz. I m. z Aleksandrem Wojtkiewiczem i Ye Rongguangiem),
- Jyväskyli (1997, dz. I m. z Aleksandrem Veingoldem(inne języki), Jaanem Ehlvestem, Jewgienijem Sołożenkinem i Atanasem Zapolskisem),
- Sztokholmie (1997, dz. I m. z Tarvo Seemanem(inne języki)),
- Askerze (1997, dz. I m. z Peterem Heine Nielsenem i Einarem Gauselem),
- Göteborgu (1998, dz. II m. za Sune Bergiem Hansenem, z Einarem Gauselem),
- Arco (1999, I m.),
- Tampere (1999, I m.),
- Rydze (2004, dz. II m. za Edvinsem Kengisem, z Hannesem Stefanssonem i Ilmarsem Starostitsem)[4],
- Jyväskyli (2005, I m.),
- Tallinnie (2006, memoriał Paula Keresa, I m.).

Uwaga: Lista sukcesów niekompletna (do uzupełnienia od 2007 roku).
Najwyższy ranking w karierze osiągnął 1 lipca 1998 r., z wynikiem 2565 punktów zajmował wówczas 3. miejsce wśród estońskich szachistów.